# Lachen Chu
Der Lachen Chu ist der etwa 90 km lange rechte Quellfluss der Tista im Norden des indischen Bundesstaates Sikkim.

## Verlauf
Der Lachen Chu bildet den Abfluss des etwa 5303 m hoch gelegenen Gletscherrandsees Khangchung Tso. Dieser liegt am Südrand des tibetischen Hochlands am unteren Ende des Tista-Khangse-Gletschers unweit der Grenze zum autonomen Gebiet Tibet. Der Lachen Chu fließt anfangs etwa 13 km nach Nordwesten. Auf den folgenden 13 Kilometern fließt der Lachen Chu nach Westen.  Der Lachen Chu durchquert im Anschluss den Himalaya, anfangs 30 km in Richtung Südsüdwest, dann 20 km in Richtung Süd. Bei Flusskilometer 23 trifft der Zemu Chu, der bedeutendste Nebenfluss, von Westen kommend auf den Lachen Chu. Dieser fließt im Unterlauf in Richtung Südsüdost. Der Lachen Chu trifft schließlich auf den weiter östlich fließenden Lachung Chu und vereinigt sich mit diesem zur Tista.

## Einzugsgebiet
Der Lachen Chu entwässert ein etwa 1995 km² großes Gebiet im äußersten Nordwesten und Norden von Sikkim. Im Süden grenzt das Einzugsgebiet des Lachen Chu an das des Talung Chu. Entlang der Wasserscheide im Westen verläuft die Staatsgrenze zu Nepal, entlang der nördlichen Wasserscheide verläuft die Grenze zur Volksrepublik China. Im Osten liegt das Einzugsgebiet des Lachung Chu.

## Hydrologie
Während der Monsunzeit zwischen Juni und Oktober fallen die meisten Niederschläge in der Region. Weitere hohe Abflüsse treten während der Schneeschmelze auf. Der Lachen Chu erhält über den Zemu Chu die Schmelzwässer zahlreicher Gletscher im östlichen Teil des Kangchendzönga Himal. 

## Gletscherläufe
Im Oktober 2023 kam es am 25 km nordnordöstlich des Kangchendzönga gelegenen Gletscherandsees South Lhonak Lake zu einem Gletscherlauf, der die abstrom gelegenen Flusstäler verwüstete.